# Kjachulaj
Kjachulaj (in russo Кяхулай?; in lingua cumucca: Кяхулай-Торкъали) è un insediamento di tipo urbano della Russia situato nel Daghestan. Fa parte del distretto urbano della città di Machačkala.
L'insediamento è situato sul versante nord-orientale del monte Tarki-Tau.